# Courtemaux
Courtemaux é uma comuna francesa na região administrativa do Centro, no departamento Loiret. Estende-se por uma área de 11,94 km². Em 2010 a comuna tinha 263 habitantes (densidade: 22 hab./km²).